# Lieury
Lieury is een plaats en voormalige gemeente in het Franse departement Calvados in de regio Normandië.

## Geschiedenis
Oude vermeldingen van de plaats zijn Lioreium in pago Lisvino en Lyeurreium uit de 13de eeuw.
Op het eind van het ancien régime werd Lieury een gemeente.
In 1973 werd Lieury met negen andere gemeenten samengevoegd in de nieuwe gemeente L'Oudon in een zogenaamde "fusion association".
Deze gemeente maakte deel uit van het kanton Saint-Pierre-sur-Dives tot dit op 22 maart 2015 werd opgeheven en de gemeenten werden opgenomen in het kanton Livarot. Op 1 januari 2017 fuseerde de gemeente met overige gemeenten van het voormalige kanton tot de commune nouvelle Saint-Pierre-en-Auge. Hierbij verloor Lieury de status van commune associée.

## Bezienswaardigheden
- De Église Saint-Paterne uit de 14de eeuw werd in 1928 ingeschreven als monument historique.
- Het Château du Robillard

Lijst van Franse gemeenten · Arrondissement Lisieux · Calvados · Normandië